# Булевтерион
Булевтерион (на старогръцки: βουλευτήριον, Buleuterion, Bouleuterion) в древногръцките полиси е сграда, в която се провеждат заседанията на съвета (Буле). Булевтерионът обичайно се намира на пазарния площад (агора), а народното събрание (Еклесия) се провежда в много по-големия Ekklesiasterion.
Един от най-добре запазените булевтериони се намира в Приен.